# クシヤタマ
クシヤタマ（櫛八玉、奇八玉）は、『古事記』に登場する神。

## 概要
『古事記』上巻の国譲りの段に登場する。別火氏の祖とされる。

## 記述

### 古事記
建御名方神が建御雷神に降伏した後、建御雷神は再び戻ってきて大国主神に「お前の子である事代主神・建御名方神の二神は、天つ神の御子の命に背かないと申した。お前の心はどうだ」と問いかけなさった。大国主神は「私の子である二神が申した通りに、私も背きません。この葦原中国は、命に全て献上しましょう。ただし、私の住む所については、天つ神の御子が天照大御神の霊魂をお継ぎになる立派な宮殿のごとく、地下の岩盤に宮殿の柱をしっかり立て、高天原にまで届くように千木を高く作ってくださるのならば、私は遠い世界の八十坰手（やそくまで）へと隠居しましょう。また、私の子である百八十の神たちは、八重事代主神を先頭としてお仕え申し上げれば、背く神はいません」と答えて出雲国の多芸志（たぎし）の小浜に天の御舎（みあらか）を造って、水戸神（速秋津日子神と速秋津比売神）の孫である櫛八玉神を膳夫に任命して（別説：櫛八玉神が膳夫になって）天の御饗（みあえ）を献上するときに、祝福の言葉を申し上げて、櫛八玉神は鵜に変化して海底に入り、底にある土を摘んで天の八十平瓮（やそびらか）を作り、海藻の茎を刈り取って燧臼（ひきりうす）を作り、さらにまた海藻の茎で燧杵（ひきりきね）を作り、火を鑽りだして次のように述べた。
「この私が鑽りだす火は、高天原へは神産巣日御祖命の新居に煤が長く垂れるまで焚き上げて、地下へは宮殿の柱が立てられている岩盤にまで焚き込めて、楮の長い縄を延ばし、海人が釣った口の大きい尾鰭の張っている鱸をざわざわと引き上げて、打竹がしなるほどに鱸を仕留めて、天の真魚咋（まなぐい）を献上します」
よって、建御雷神は高天原へ帰参し、葦原中国を言向けたことをご報告した。

## 考証
神名の櫛は奇（くし）の借字、八は多数、玉は真珠の意として海の霊力を持つ神、あるいは霊妙な多数の霊魂を持つ神と考えられており、多くの霊魂の発動によってあらゆる行為をする様を指しているとされる。『出雲国造神賀詞』に登場する倭大物主櫛𤭖玉命や『古語拾遺』で出雲国に住む玉作の祖とされる櫛明玉命などと似た名称であるため、櫛と玉を冠する神名は出雲にルーツがあると推測されている。
多芸志の小浜に天の御舎が造られた後の記述は原文だと主語がクシヤタマとオオクニヌシのどちらであるのかが明確になっておらず、クシヤタマ及び膳夫について言及される箇所を「櫛八玉神、膳夫と為りて」と訓んで以降の言動をクシヤタマが主体となっているものとする説と、「櫛八玉神を膳夫と為て」と訓み行動の主体は前文から変わらずオオクニヌシのままで、クシヤタマはオオクニヌシの代理で行動しているとする説がある。饗膳である天の真魚咋が献上された相手についてもオオクニヌシとする説、または高天原の天つ神とする説とで解釈が分かれている。前者では主語が曖昧になっているのはクシヤタマとこの神に祀られるオオクニヌシが一体化しているという、クシヤタマに対してシャーマン的要素を見て取れるからであり、クシヤタマがオオクニヌシを祀るために天の真魚咋を献上する過程を自ら述べると同時に、オオクニヌシが祭祀される中でクシヤタマへ憑り移っていく様子を示した結果、人称が未分化な状態での文体が成立したのではないかと論じられている。一方、後者では火を鑽りだした際の台詞をオオクニヌシが本体、クシヤタマが実行を担当して発した言葉と見て、出雲側から天つ神へ祝福の言葉を申し上げ饗膳を献上するという高天原への服属儀礼を表現したものと捉えている。
国譲りの段にクシヤタマが登場する理由に関して、この神を祖と仰ぐ別火氏に神饌の材料を海から集めてくる家業・神事が存在しており、それを基盤とした伝承を『古事記』の当段に書き加え反映させたからではないかとの考察もある。

## 祀る神社
- 御門主比古神社（石川県七尾市鵜浦町） - 相殿  - 式内社論社の一つで、もとは阿於谷に鎮座し櫛八玉神を祀っていた阿於大明神を近世に合併したと伝わる。社伝によると、気多大社の大己貴命が能登にいる妖魔を退治しようとやって来た時に、御門主比古神が鵜を捕まえ大己貴命へ饗応なさった。また一説では櫛八玉神と御門主比古神が共に話し合って鵜に変化し、海底の魚を捕まえ大己貴命へ献上したともされている。こういった由縁により、現在でも毎年12月に当地の鵜捕部が捕まえてきた鵜を気多大社の神前へ献上する鵜祭が行われているという。なお、鵜祭で鵜を捕まえることから鵜浦という地名になり、大己貴命が能登に来た際に到着した地を神門島と名付けてその地の神を御門主比古神と呼び、鵜になり饗応した櫛八玉神を阿於谷に祀ったとする[7]。
- 飛騨高椅神社（岐阜県下呂市森） - 主祭神  - 島根県出雲市宇那手町に鎮座する火守神社（後述）からの分祀。
- 奇八玉神社（群馬県富岡市一之宮） - 祭神  - 一之宮貫前神社の境内末社[8]。
- 和田津見神社（島根県松江市和多見町） - 祭神  - 売布神社の摂社[9]。売布神社の社伝では当社を櫛八玉神が鎮座する地としており、社名についても清火を鑽りだすための海布（め、海藻）が生えている場所を治める神が祀られていることから名付けたと説明する[10]。櫛八玉神の故事により、漁撈、調理、製陶の神として信仰されており、売布神社で行われる神事も多くがこの神に由来している[9]。
- 湊社（島根県出雲市大社町杵築東） - 祭神  - 出雲大社の摂社[9]。
- 鹿島神社（島根県出雲市武志町） - 配祀  - もとは膳夫神社の祭神で斐伊川の中洲に鎮座していたが、氾濫の被害に遭うことが多かったため明治44年に鹿島神社へ合祀した[11]。主祭神の武甕槌命と経津主命は武神、櫛八玉命は料理の神として信仰され[9]、現在でも膳夫神社の跡地には石碑が建っている[11]。
- 火守神社（島根県出雲市宇那手町） - 主祭神  - 由緒に『古事記』上巻の国譲りの段（前掲）を引く[9]。『出雲国風土記』神門郡の不在神祇官社である火守社に比定される[12]。
- 櫛八玉神社（和歌山県日高郡みなべ町西本庄） - 祭神（配祀）  - 須賀神社の境内社で、『上南部誌』では奇八玉神社とする[13]。現在は須賀神社の配祀神となっている[14]。